# 7299 Indiawadkins
7299 Indiawadkins è un asteroide della fascia principale. Scoperto nel 1992, presenta un'orbita caratterizzata da un semiasse maggiore pari a 2,6196663 UA e da un'eccentricità di 0,2241640, inclinata di 14,00102° rispetto all'eclittica.